# 第四代边疆伯爵罗杰·莫蒂默
羅傑·莫蒂默（英語：Roger Mortimer，1374年4月11日—1398年7月20日），第四代边疆伯爵，克拉倫斯公爵萊昂內爾的外孫。

## 家庭
羅傑的妻子是艾蕾諾爾·霍蘭德，兩人共有2子2女：
1. 安妮（1388年—1411年），理查·金雀花的母親
2. 埃德蒙（1391年—1425年），第五代馬奇伯爵
3. 羅傑（1393年—1413年），早逝
4. 艾蕾諾爾（1395年—1422年）